# Stardust (película)
Stardust (titulada Stardust en España y Stardust, el misterio de la estrella en Hispanoamérica) es una película de fantasía de 2007 dirigida por Matthew Vaughn. Está basada en la novela de mismo título, escrita por Neil Gaiman e ilustrada por Charles Vess. Narrada por Ian McKellen, la película está protagonizada por un reparto coral compuesto por Claire Danes, Charlie Cox, Michelle Pfeiffer, Robert De Niro, Sienna Miller, Rupert Everett, Ricky Gervais, Nathaniel Parker, Peter O'Toole, David Kelly, Ben Barnes y Mark Heap.

## Sinopsis
Tristán es un joven que vive en el curioso pueblo llamado Wall, un lugar que separa al mundo del reino mágico de Stormhold.
Una noche, al caer una estrella al otro lado del muro, Tristán le promete a Victoria, la chica a la cual ama, esa estrella a cambio de su mano en matrimonio. Ella acepta, y es así como inicia su viaje en busca de la estrella sin contar con el hecho de que en el mundo mágico de Stormhold una estrella es mucho más que un astro.

## Historia
La película está basada en la popular novela de Neil Gaiman ilustrada por Charles Vess. Y narra las aventuras de Tristan Thorn, un joven que ha vivido siempre en Wall (Muro). Este pueblo se llama así por estar situado junto a un muro que, por alguna razón que los lugareños desconocen, no se debe atravesar, habiendo un guardián (David Kelly) que siempre lo impide.
La historia comienza cuando un joven de Wall llamado Dunstan (Ben Barnes) logra llegar al otro lado del muro eludiendo al guardián, y se encuentra con un mundo paralelo lleno de magia; allí conoce a una esclava (Kate Magowan) de la que se enamora, y con la que pasa una noche; tras lo cual, regresa a Wall. Nueve meses después Dustan recibe, como único recuerdo de su fantástica travesía, a un pequeño bebé hijo suyo, llamado Tristan. 
Años más tarde, en el palacio de Stormhold, el moribundo rey (Peter O'Toole) yace en la cama rodeado de los cuatro hijos que aún le quedan vivos; y recuerda a Una, su única hija, desaparecida hace muchos años. Decepcionado porque ninguno de sus hijos, siguiendo la tradición de Stormhold, ha conseguido desembarazarse de todos sus hermanos para así heredar el trono. Enseguida, engañado por su padre, el príncipe Septimus (Mark Strong) empuja a su hermano Secundus (Rupert Everett) por la ventana, lanzándolo al vacío y matándolo, para hilaridad de su padre. Aparecen entonces en escena los fantasmas de los cuatro hermanos que ya han muerto, aunque nadie les ve. Luego el rey lanza un reto a sus tres hijos restantes: aquel de ellos que atrape la piedra de su collar, que mágicamente lanza por la ventana, será su sucesor como rey.

Una vez que muere el rey, los príncipes Primus (Jason Flemyng), Septimus, Tertius (Mark Heap) y el obispo de Stromhold (Struan Rodger) deciden brindar por el éxito de la misión que se les ha encomenado; y tras beber, Tertius y el obispo caen muertos, envenenados por Septimus; pero Primus sobrevive porque la copa destinada a él había sido bebida por error por el obispo. Ambos hermanos, entonces, emprenden por separado la búsqueda de la gema.
Después se nos muestra cómo la gema lanzada por el rey llega al firmamento y golpea a una estrella, haciéndola caer a la tierra.
Lejos de allí, en Wall, el ya joven Tristan (Charlie Cox), para tratar de conquistar el frío corazón de una bella muchacha del pueblo llamada Victoria (Sienna Miller), le promete que le regalará la estrella que ambos han visto caer desde el cielo. Su padre (Nathaniel Parker) le cuenta más tarde la historia de su pasado, y le habla de una carta que su madre le había dejado; dentro de la carta había una vela de Babilonia, que tenía la virtud de que, si la encendías y pensabas en un lugar para ir, te llevaba allí inmediatamente. A Tristan entonces se le cruza por la mente usar la vela para llegar al lugar donde la estrella ha caído, y capturarla. La vela entonces lo lleva a un lugar más allá del muro, y allí descubre que la estrella ha tomado la forma de una hermosa joven llamada Yvaine (Claire Danes), que lleva colgada en el cuello la gema del rey de Stormhold que le hizo caer.
Pero Tristan no es el único que busca la estrella, además de los príncipes Septimus y Primus: tres horribles y malvadas brujas hermanas, Lamia (Michelle Pfeiffer), Mormo (Joanna Scanlan) y Empusa (Sarah Alexander), han visto también caer la estrella, y planean enseguida capturarla para arrancarle el corazón, puesto que al comérselo recuperarán su juventud y sus poderes. Enseguida Lamia decide asumir personalmente la misión, y para ello le dan de comer lo que queda de la última estrella que capturaron tiempo atrás, volviéndose al instante joven y hermosa; ello le otorga tiempo y poder suficientes para capturar la estrella, antes de que se le pasen los efectos.
Tras tomar prisionera a la estrella, Tristán se la lleva con él con la intención de llevarla hasta Wall. Pero mientras Tristán va a conseguir alimentos, la estrella consigue escapar con ayuda de un unicornio. Mientras, Lamia ha hecho aparecer una posada de la nada, y el unicornio lleva hasta allí a Yvaine sin saber que la estaba poniendo en peligro. Lamia acoge a la joven y comienza a ganarse su confianza. Cuando Tristán descubre la ausencia de Yvaine, oye el susurro de las otras estrellas advirtiéndole de que la joven estaba el peligro, y se une a la expedición de Primus, que pasaba por allí. Ambos pactan ayudarse mutuamente, y llegan hasta la posada de Lamia, que también les acoge.
Lamia ordena a sus sirvienta (un hombre llamado Bernard, al que ha hechizado) envenenar a ambos invitados con una bebida. Tristan descubre que es veneno, antes de beberla. Mientras tanto, Primus está tomando un baño; se encuentra con Yvaine, y reconoce en su cuello la gema de su padre; le pide entonces a la joven que se acerque, y en ese momento entra Tristan y le grita que no beba nada, puesto que les quieren envenenar. Pero Lamia entonces toma un puñal, y corta la garganta de Primus. Tristan e Yvaine consiguen salvarse usando lo que quedaba de la vela de Babilonia. Lamia queda sola con el cadáver de Primus, en medio de la nada (la posada ha desaparecido); y al haber usado buena parte de su poder, comienza a envejecer de nuevo.
Tristán e Yvaine aterrizan en el barco de un pirata de terrible reputación, llamado capitán Shakespeare (Robert De Niro). Este vende rayos a un siniestro comerciante llamado Ferdy Kooper (Ricky Gervais). Tras diversas vicisitudes, ambos jóvenes acaban descubriendo que el capitán pirata en realidad tiene buenos sentimientos -que enmascara manteniendo su mala fama-, y se alían con él y con su tripulación. Es entonces cuando, gracias al viejo pirata, la búsqueda de Tristán cambia de rumbo: comienza a descubrir el significado de lo que es el auténtico amor, y que este puede estar más cerca de él de lo que se piensa.
Yvaine y Tristan dejan el barco y emprenden el camino a Wall. Se encuentran entonces con la bruja Ditchwater Sal (Melanie Hill), la misma que mantenía esclavizada a la madre de Tristan. Pero la bruja antes había tenido un encuentro con Lamia, quien le había lanzado un hechizo para que no consiguiese ver a Yvaine. La bruja acepta llevar a Tristán a Wall en su caravana, pero convertido en ratón; no sabe que también está llevando consigo a la estrella, que es lo que Lamia pretendía. Durante el recorrido, la esclava reconoce que Tristan es su hijo, pero no puede revelarse a él por miedo a la bruja. Yvaine también aprovecha que Tristan es un ratón y que aparentemente no puede entenderle, para confesarle que ha descubierto que le ama.
Cuando llegan a Wall, la magia desaparece y Tristan recupera su forma humana. Él e Yvaine pasan entonces la noche juntos en una posada del pueblo, Tristan revela que había entendido las palabras de Yvaine aunque era un ratón, y ambos por fin se confiesan mutuamente su amor. De mañana Tristan corta un cabello de Yvaine y lo coloca en un medallón, para mostrárselo a Victoria y decirle que ya no sentía nada por ella; además, aprovecha para humillar ante la chica al joven apuesto que flirtea con ella. Pero Yvaine despierta y cree que Tristan la ha abandonado por Victoria; por lo que, deprimida, decide volver a Stormhold, atravesando el muro. Tristan regresa a la posada y descubre que Yvaine se ha marchado; ve entonces cómo el cabello del medallón se convierte en polvo de estrellas, y se da cuenta de que la joven se dirige hacia el muro y que morirá si lo atraviesa, por lo que sale corriendo a salvarla. La esclava madre de Tristan ve también a Yvaine acercarse al muro y, sorprendiendo a su ama la bruja, lanza la caravana para interceptarla; pero en ese momento interviene Lamia y, tras matar a Ditchwater Sal, captura a la estrella y a la esclava.
Tristan busca y encuentra la mansión donde viven las brujas, y allí coincide con Séptimus; ambos deciden que es mejor aliarse contra las brujas para salvar a la joven, y después dirimir sus diferencias. Lamia, ya totalmente envejecida, junto con sus hermanas, ata a Yvaine para arrancarle el corazón; pero se lo impide la inesperada irrupción de Tristan y de Septimus, que las enfrentan. Septimus ataca a la esclava, pero se frena cuando reconoce, sorprendido, que se trata de su hermana la princesa Una, perdida desde hacía años. Mientras, Tristan apuñala a Mormo, y libera a los animales prisioneros de las brujas, que devoran viva a Empusa. Lamia hace vudú con un muñeco al que ha enlazado con Septimus, y lo sumerge en agua, matando así al príncipe. Los siete hermanos, reunidos de nuevo como fantasmas, se preguntan entonces quién será el nuevo rey de Stormhold si todos ellos han muerto, y por qué siguen siendo fantasmas y no desaparecen; no tienen más remedio que esperar a ver el desenlace de todo aquello. Lamia utiliza el cadáver de Septimus como muñeco para enfrentarse a Tristan, y este consigue destruirlo. Pero Lamia ya se ha dado cuenta de que Yvaine brilla de alegría por la presencia de Tristan, y decide aprovecharlo para aumentar el poder de la estrella antes de matarla; finge entonces estar desolada por la muerte de sus hermanas, y deja que el joven la libere y que ambos amantes se reúnan. Después los ataca fieramente, pero entonces Yvaine le pide a Tristan que la abrace, y comienza a brilla con una enorme fuerza, alimentada por el amor correspondido; y ese resplandor deshace a Lamia.
Tristan recoge del suelo el collar con la gema para devolvérselo a Yvaine; y ve confuso que, en sus manos, la piedra brilla de manera intensa. Su madre entonces le dice que el brillo se debe a que el joven es de sangre real, y le revela que él es el único heredero vivo del reino de Stormhold. Sus tíos los príncipes lo comprenden enseguida, y sus fantasmas por fin desaparecen en luces; si bien una de ellas se tiñe de rojo intenso y desciende, dándose a entender que es Septimus que baja al infierno, por ser el único realmente malvado de entre todos los hermanos.
La escena final muestra la coronación de Tristan y de Yvaine como reyes de Stormhold, ante la presencia del pueblo entero, de los piratas, y de los padres del joven, nuevamente reunidos; también está presente en el público Victoria, que se muestra claramente disgustada al ver la oportunidad que perdió al rechazar a Tristan. Una les da a los nuevos reyes, como regalo de bodas, una nueva vela de Babilonia, para que en el futuro la encendiesen cuando lo viesen oportuno.
El narrador termina diciéndonos que Tristan e Yvaine gobernaron Stormhold durante 80 años, puesto que el corazón de la estrella, es decir, el amor incondicional de su esposa, le otorgó al rey una vida más allá de lo normal. Que además, ambos acabaron por fin con la vieja tradición de fratricidios en el seno de la familia real, puesto que tuvieron hijos y nietos que crecieron felices. Y que al final de sus vidas encendieron la vela, y se marcharon al cielo, al hogar de Yvaine; en donde se transformaron en dos estrellas, y allí brillaron juntos por siempre.

## Reparto
- Charlie Cox como Tristan Thorne.
- Claire Danes como Yvaine.
- Michelle Pfeiffer como Lamia.
- Robert De Niro como el capitán Shakespeare.
- Mark Strong como el príncipe Septimus.
- Nathaniel Parker como Dunstan Thorne.
- Ben Barnes como el joven Dustan Thorne.
- Kate Magowan como la princesa Una.
- Sienna Miller como Victoria Forester.
- Peter O'Toole como el rey de Stormhold.
- Jason Flemyng como el príncipe Primus.
- Joanna Scanlan como Mormo.
- Sarah Alexander como Empusa.
- Rupert Everett como el príncipe Secundus.
- Ricky Gervais como Ferdy el Criminal.
- Mark Heap como el príncipe Tertius.
- Struan Rodger como el obispo.
- Adam Buxton como el fantasma de Quintus.
- Julian Rhind-Tutt como el fantasma de Quartus.
- David Walliams como el fantasma de Sextus.
- Melanie Hill como Ditchwater Sal.
- David Kelly como el guardián del muro.
- Mark Williams como Billy, una cabra convertida en forma humana.
- Dexter Fletcher como el pirata flaco.
- Henry Cavill como Humphrey.
- Sir Ian McKellen como el narrador.
- Jake Curran como Bernard.
- Olivia Grant como la forma femenina de Bernard.

## Producción

### Desarrollo
La novela de Neil Gaiman tuvo una primera opción de ser llevada al cine por Miramax en 1998–99, pero no hubo acuerdo y Gaimen recuperó los derechos.
Años después Gaiman habló con los directores Terry Gilliam y Matthew Vaughn, pero Gilliam prefirió hacer El secreto de los hermanos Grimm, lo que dejó a Gaiman con Vaughn. En octubre de 2005 se cerró el trato con Paramount Pictures que estimó un presupuesto de US$70 million.

### Rodaje

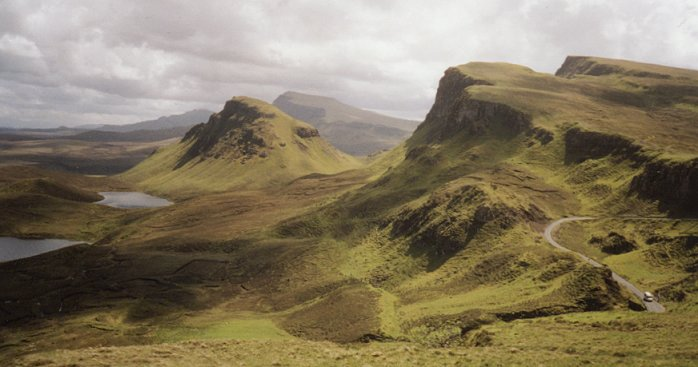
La Isla de Skye, donde se rodó parte del metraje

Comenzó en abril de 2006, principalmente en los Pinewood Studios de Londres. Los exteriores comenzaron a filmarse en Wester Ross, Escocia. Más tarde en Isla de Skye e Islandia.
La villa inglesa que aparece en la película está rodada en Little Gaddesden y Castle Combe, Wiltshire. 
También se rodó en Norwich la parte de Stormhold.